# Gofannon
Nella mitologia gallese, Gofannon era uno dei figli della dea Dôn, e viene considerato il dio dei fabbri. Appare anche nella mitologia irlandese come Goibniu, un eroe che produceva una birra dell'immortalità e meraviglioso architetto, e nella mitologia celtica, con il nome di Gobannus.

## Mitologia
Nel racconto Culhwch e Olwen uno dei compiti assegnati a Cuhlwch per ottenere la mano di Olwen è convincere Gofannon ad affilare l'aratro del fratello Amaethon.
In un altro episodio, Gofannon uccide involontariamente il nipote Dylan Ail Don, figlio di Arianrhod.

## Apparizioni successive
Nella saga Il romanzo di Excalibur, dello scrittore britannico Bernard Cornwell, Gofannon viene identificato come il dio fabbro che forgia la spada Excalibur. L'arma risulta così essere uno dei tredici tesori dell'Isola di Britannia, venendo donata in prestito dal druido Merlino ad Artù; dopo il rito di iniziazione a cui Merlino sottopone Artù, presso il cerchio di pietre (Stonehenge), il druido nell'atto di consegnare la spada rivela al giovane quale sia il potere di Excalibur: conficcando la lama nel terreno, quando le circostanze risultino essere drammatiche, quest'ultimo si aprirà e Gofannon sarà invocato in aiuto di chi possiede l'arma. Nel corso del racconto, Artù, si troverà di fronte ad una drammatica scelta che intaccherà la sua morale portandolo ad usare Excalibur per invocare il Dio.